# Katharina Schallenberg
Katharina Schallenberg (* 27. Juli 1980 in Lengerich, Nordrhein-Westfalen) ist eine ehemalige deutsche Berufsgolferin.
Ihre Karriere begann sie 1992 beim Golfclub Tecklenburger Land und spielte später für den Golfclub Bergisch Land. Im Jahr 2004 wurde sie zur Nationalspielerin des Deutschen Golfverbandes (DGV) berufen. Ende Oktober 2007 schaffte sie im italienischen Bologna die Qualifikation für die LET und wechselte mit einem Stammvorgabe von +3,8 auf die europäische Profitour der Damen. Mit Abschluss der Saison 2009 beendete sie ihre Profikarriere.

## Größte Erfolge
- Deutsche Meisterin 2001 und 2007
- Deutsche Matchplaymeisterin 2005 und 2006
- Internationale Deutsche Amateurmeisterin 2005 und 2006
- 5. Platz bei den British Amateur Open 2005 und 2006
- 2. Platz bei der St. Rules Trophy in St. Andrews 2006
- Silbermedaille bei den amerikanischen Amateurmeisterschaften 2006
- Siegerin des Sherry Cups 2006
- Siegerin der Spanish Ladies Amateur Championships 2007
- Siegerin des Grey Goose Cups 2007
- Teilnahme als einzige Deutsche bei den US Open 2007

| Personendaten    | Personendaten           |
| ---------------- | ----------------------- |
| NAME             | Schallenberg, Katharina |
| KURZBESCHREIBUNG | deutsche Golferin       |
| GEBURTSDATUM     | 27. Juli 1980           |
| GEBURTSORT       | Lengerich               |